# TT230
La tombe thébaine TT 230 est située à Cheikh Abd el-Gournah, dans la nécropole thébaine, sur la rive ouest du Nil, face à Louxor en Égypte.
C'est peut-être la sépulture de Men (Mn), scribe des troupes de Pharaon. Elle date de la XVIIIe dynastie.